# Повернення в місто Мертвих
Повернення в місто Мертвих (англ. Voodoo Moon) — фільм жахів 2006 року.

## Сюжет
Двадцять років тому в маленьке південне місто вторглися демонічні сили, які стали причиною того, що сусіди почали вбивати один одного. Майже всі жителі містечка були знищені. Коул і його сестра Гізер були тоді маленькими дітьми, і їм дивом вдалося вижити, але вони були свідками кривавої різанини своїх батьків. З тих пір Гізер здобула дар передбачати майбутнє. Свої передбачення, які завжди збуваються, вона відображає у малюнках і вони завжди трагічні. Коул більшу частину свого дорослого життя присвятив вивченню світових релігій і побудові системи захисту від демонів, ставши вигнанцем нечистої сили. Тепер, через двадцять років, Коул і Гізер повинні повернутися в своє рідне місто, щоб вступити у вирішальну сутичку з чорними силами, які зруйнували їх життя. На допомогу їм поспішають люди, яким у житті також довелося зіткнутися з дияволом і тепер вони готові віддати свої життя заради перемоги над силами зла.

## У ролях
| Актор              | Роль          |
| ------------------ | ------------- |
| Ерік Мебіас        | Коул          |
| Карізма Карпентер  | Гізер         |
| Рік Янг            | Деніел        |
| Джеффрі Комбс      | Френк Таггерт |
| Джейн Гейтмеєр     | Лола          |
| Ді Воллес-Стоун    | Меріенн       |
| Джон Еймос         | Датч          |
| Рейнальдо Гальегос | Рей           |
| Кімберлі Готорн    | Діана         |
| Девід Жан Томас    | Жан-П'єр      |
| Келлі Газен        | Гелен Таггерт |